# 2024년 하계 올림픽 오스트리아 선수단
2024년 하계 올림픽 오스트리아 선수단은 2024년 7월 26일부터 8월 11일까지 프랑스 파리에서 열리는 2024년 하계 올림픽에 참가한 올림픽 오스트리아 선수단이다.

## 출전 선수
| 종목           | 남자 | 여자 | 전체 |
| -------------- | ---- | ---- | ---- |
| 골프           | 1    | 2    | 3    |
| 다이빙         | 1    | 0    | 1    |
| 배구           | 2    | 0    | 2    |
| 배드민턴       | 1    | 0    | 1    |
| 사격           | 3    | 2    | 5    |
| 사이클         | 5    | 4    | 9    |
| 스포츠클라이밍 | 1    | 1    | 2    |
| 수영           | 5    | 0    | 5    |
| 승마           | 5    | 3    | 8    |
| 아티스틱스위밍 | 0    | 2    | 2    |
| 양궁           | 0    | 1    | 1    |
| 요트           | 5    | 4    | 9    |
| 유도           | 3    | 3    | 6    |
| 육상           | 4    | 3    | 7    |
| 조정           | 0    | 3    | 3    |
| 체조           | 1    | 1    | 2    |
| 카누           | 1    | 2    | 3    |
| 탁구           | 1    | 1    | 2    |
| 태권도         | 0    | 1    | 1    |
| 테니스         | 1    | 1    | 2    |
| 트라이애슬론   | 2    | 2    | 4    |
| 전체           | 42   | 36   | 78   |

## 메달 집계
| 종목 | 1 | 2 | 3 | 합계 |
| 종목 | ' | ' | ' | '    |
| 종목 | ' | ' | ' | '    |
| 종목 | ' | ' | ' | '    |
| 합계 | ' | ' | ' | '    |

## 종목별 성적

### 골프
남자
- 제프 슈트라카

여자
- 자라 쇼버
- 에마 슈피츠

### 다이빙
남자
- 안톤 크놀

### 배구
남자 비치발리볼

### 배드민턴
남자
- 콜린스발렌틴 필리몬

### 사격
남자
- 알렉산더 슈미를
- 마르틴 슈트렘플

여자

### 사이클
남자
- 펠릭스 그로스샤르트너
- 막시밀리안 슈미트바우어
- 팀 바플러
- 막시밀리안 포이틀
- 마르코 할러

여자
- 모나 미터발너
- 크리스티나 슈바인베르거
- 라우라 슈티거
- 아나 키젠호퍼

### 수영
남자
- 하이코 기글러
- 펠릭스 아우뵈크

### 스포츠클라이밍
남자
- 야코프 슈베르트

여자
- 예시카 필츠

### 승마
- 빅토리아 막스토이러
- 플로리안 바허
- 크리스티안 슈마흐
- 하랄트 암브로스
- 레아 지글

### 아티스틱스위밍
- 아나마리아 알렉산드리
- 아이리니 알렉산드리

### 양궁
여자
- 엘리자베트 슈트라카

### 요트
남자
- 발렌틴 본투스

여자
- 로레나 아비히트

### 유도
남자
- 바히트 보르차슈빌리

여자
- 미하엘라 폴레레스

### 육상
남자
- 엔초 디슬
- 마르쿠스 푹스
- 루카스 바이스하이딩거

여자
- 율리아 마이어

### 조정
여자
- 마그달레나 로프니히

### 체조
남자
- 베니 비차니

여자
- 샤를리즈 뫼르츠

### 카누
남자
- 펠릭스 오슈마우츠

여자
- 빅토리아 볼프하르트
- 코리나 쿤레

### 탁구
남자
- 다니엘 하베존

여자
- 조피아 폴차노바

### 태권도
여자
- 마를레네 얄

### 테니스
남자
- 제바스티안 오프너

여자
- 율리아 그라버

### 트라이애슬론
남자
- 알로이스 크나블

여자
- 율리아 하우저
- 리자 페르테러

## 같이 보기
- 2024년 하계 올림픽